# Mithridatisation
 (décembre 2021).
Si vous disposez d'ouvrages ou d'articles de référence ou si vous connaissez des sites web de qualité traitant du thème abordé ici, merci de compléter l'article en donnant les références utiles à sa vérifiabilité et en les liant à la section « Notes et références ».
La mithridatisation est le fait d'ingérer des doses croissantes d’un produit toxique afin d’acquérir supposément une insensibilité ou une résistance vis-à-vis de celui-ci.
Bien que cette technique soit inefficace pour acquérir une immunité aux poisons ou à l'alcool (ne conduisant en définitive qu'à s'intoxiquer), une application médicale actuelle est la désensibilisation spécifique à un allergène, par exemple le venin des Hymenoptera (abeilles, guêpes, fourmis, etc.).
Ce principe est différent de ce qui se passe pour la vaccination, où l’organisme réagit en formant des anticorps.

## Origine du terme

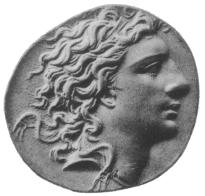
Pièce de monnaie en argent à l'effigie de Mithridate IV.

Le mot a pour origine le roi du Pont, Mithridate VI (132 av. J.-C. - 63 av. J.-C.) qui, craignant pour sa vie, voulut acquérir une connaissance parfaite des poisons et de leurs antidotes afin de s’en préserver. Selon la légende, il serait parvenu à s’immuniser en absorbant de petites doses de poison. Battu par Pompée, il aurait voulu se donner la mort en s’empoisonnant, mais ne put mourir qu’en se faisant tuer par un mercenaire galate.
Il n’est pas à exclure que les poisons de Mithridate aient été tout simplement éventés quand il a voulu s’en servir (tout produit très réactif est en général, pour cette raison, instable dans le temps), ou que la dose fut tout simplement trop faible[réf. souhaitée], parce qu’il l’avait partagée avec deux de ses filles.

## Autres usages du terme
L’expression mithridatisation s’utilise parfois pour d’autres « intoxications », idéologiques par exemple. En 2001, l'homme politique français Philippe Séguin a ainsi qualifié l'électorat parisien d'avoir été sous l'effet d'une « mithridatisation », alors que le maire sortant de Paris, Jean Tiberi, venait de réaliser un très bon score (plus de 10 %) aux élections municipales en dépit de sa mise en cause dans l'affaire des HLM de la mairie de Paris (affaire qui s'est néanmoins terminée par un non lieu en 2005).
Le sociologue français Jacques Ellul l'utilise dans son livre Propagandes pour discuter la possibilité d'immunité de l'individu à la propagande. Sa conclusion est qu'il n'est pas possible de lui échapper (p. 205-206). Même le propagandiste en est affecté (p. 265).

## Dans la fiction

### Littérature
- Dans Le Comte de Monte-Cristo (1844) d’Alexandre Dumas, la mithridatisation joue un rôle dans l’intrigue.
- Dans 813 (1910) de Maurice Leblanc, le personnage d'Arsène Lupin mange sciemment des biscuits empoisonnés.
- Dans Sodome et Gomorrhe (1921) de Marcel Proust, le héros évoque des poisons contre lesquels nous sommes "mithridatés".
- Dans Princess Bride (1973) de William Goldman, le Terrible Pirate Robert (en) est ainsi immunisé contre les effets de l'iocane en poudre.
- Dans Les Fourmis (1991) de Bernard Werber, les insectes ont une mithridatisation naturelle.
- Dans Les chroniques de MacKayla Lane (2009) de Karen Marie Moning, le personnage de Mac est tellement exposé au Livre noir que ce dernier finit par avoir un effet moindre sur elle.
- Dans Le Prince cruel (2018) de Holly Black, le personnage de Jude Duarte consomme des baies empoisonnées pour en être immunisé.
- Dans Diabolic : Le Trône de Sang (2019) de S. J. Kincaid, le personnage de Tyrus von Domitrien emploie la mithridatisation pour s'accoutumer aux effets de stupéfiants afin de pouvoir y résister. Cela lui permet d'en simuler les effets pour tromper les membres de la cour.

### Bande dessinée et manga
- Dans le manga Hunter × Hunter (version de 1999 et version de 2011) de Yoshihiro Togashi, le personnage de Kirua Zoldik possède une forte résistance aux électrocutions, étant régulièrement amené à en subir durant ses entraînements en tant qu'assassin.
- Dans Shirayuki aux cheveux rouges (2006) de Sorata Akizuki, le prince Zen renforce son système immunitaire par l'injection de poisons tout au long de son enfance.
- Dans le manga Marriage Toxin (en) (2023) de Mizuki Yoda et Joumyaku, Gero, héritier d'une famille d'empoisonneurs, résiste à toutes sortes de poisons à la suite d'un processus de mithridatisation suivi depuis son plus jeune âge.
- Dans le light novel Les Carnets de l'Apothicaire (2017), l'héroïne Mao Mao devient goûteuse du fait de sa grande connaissance des poisons et de sa résistance à la plupart d'entre eux, du fait de ses expériences sur elle-même.
- Dans le tome 2 de la bande-dessinée Les Arcanes de la Lune Noire (2007) de François Froideval[2], l'elfe qui deviendra Pile-ou-Face suit un processus de mithridatisation pour échapper au poison quotidien du maître de la guilde de voleurs.

### Cinéma
- Dans Riddick (2013), le personnage du même nom s'injecte peu à peu une quantité croissante de venin provenant des créatures peuplant la planète où il se trouve, jusqu'à y être totalement insensible.
- À l'effet inverse, dans Le Nom de la rose (1986) de Jean-Jacques Annaud, l'exposition croissante à un poison sur les pages d'un livre tue à petit feu des personnes.
- Dans Better Call Saul (2015), le frère de James McGill, Chuck McGill s'expose à l'électricité et fait une référence à la méthode de mithridatisation.